# Barta (családnév)
A Barta vagy Bartha régi magyar családnév. Apanév, amely a Bertalan személynév rövidülése (Barta ~ Berta). 2020-ban a 93. leggyakoribb családnév volt Magyarországon. 10 095 személy viselte ezt a vezetéknevet.

## Híres Barta nevű személyek

### Képzőművészet
- Barta Ernő (1878–1956) magyar festő és grafikus
- Barta István (1892–1976) festőművész, grafikus
- Barta Lajos (1899–1986) szobrász
- Bartha Andrea (1961) díszlet-és jelmeztervező, képzőművész
- Bartha László (1908–1998) Kossuth-díjas festőművész, grafikus

### Színház- és filmművészet
- Barta Mária (1923–2011) magyar színésznő
- Bartha János (1799–1852) színész
- Bartha János (John Bartha, 1915–1991) színész

### Zene
- Barta Alfonz (1957) magyar billentyűs (Edda Művek)
- Barta Tamás (1948–1982) magyar gitáros, énekes, zeneszerző
- Bartha Alfonz (1929–2013) magyar operaénekes (tenor)

### Politika
- Barta Ödön (1852–1925), magyar jogász, politikus
- Bartha Albert (1877–1960) erdélyi származású magyar katonatiszt, politikus
- Bartha Ferenc (1943–2012) közgazdász, az MNB elnöke (1988-90)
- Bartha Károly (1884–1964) honvédtiszt, politikus, miniszter
- Bartha Miklós (1848–1905) magyar jogász, publicista, politikus

### Sport
- Barta András (1951) labdarúgó
- Barta István (1895–1948) olimpiai bajnok vízilabdázó, úszó
- Barta Nóra (1984) magyar ifjúsági Európa- és világbajnok műugró
- Bartha József (1902–1957) román válogatott labdarúgó
- Bartha Károly (1907–1991) olimpiai bronzérmes úszó
- Bartha Károly (1923–1976) román válogatott magyar labdarúgó

### Tudomány
- Barta György (1915–1992) magyar geofizikus, egyetemi tanár, akadémikus
- Barta István (1910–1978) Kossuth-díjas villamosmérnök, az MTA tagja
- Barta István (1910–1966) történész
- Bartha Adorján (1923–1996) magyar állatorvos
- Bartha Elek (1956) magyar etnográfus, folklorista
- Bartha Károly (1889–1956) néprajzkutató
- Bartha Lajos (1902–1971) vegyészmérnök